# Pallacanestro ai XVII Giochi del Mediterraneo
Il torneo di pallacanestro ai XVII Giochi del Mediterraneo si è svolto dal 18 al 25 giugno 2013. La medaglia d'oro è stata vinta dalla Turchia che ha sconfitto in finale la Serbia; al terzo posto si è classificata la Tunisia.

## Squadre partecipanti
FIBA Africa
- Algeria
- Egitto
- Tunisia

FIBA Europe
- Italia
- Macedonia
- Serbia
- Turchia

## Formula
Inizialmente erano previsti sia il torneo maschile sia quello femminile, ma a causa dell'esiguo numero di squadre iscritte (solamente quattro), il torneo femminile è stato annullato.

## Risultati

### Gruppo A
| Squadra   | P.ti | V - P | PF - PS   | DP  |
| --------- | ---- | ----- | --------- | --- |
| Turchia   | 6    | 3 - 0 | 260 - 191 | +69 |
| Macedonia | 5    | 2 - 1 | 220 - 225 | -4  |
| Egitto    | 4    | 1 - 2 | 218 - 239 | -21 |
| Algeria   | 3    | 0 - 3 | 228 - 271 | -43 |

#### Risultati
| Arbitri: | Ciulin Tsekov Martolini |

|               |          |                   |
| Trajkovski 20 | Punti    | 16 el-Gammal      |
| Karadžovski 5 | Assist   | 4 Ibrahim         |
| Trajkovski 12 | Rimbalzi | 11 Ibrahim, Marei |

| Arbitri: | Licina Langar Mikhaylov |

|               |          |           |
| Mahmutoğlu 17 | Punti    | 25 Harrat |
| Ermiş 5       | Assist   | 3 Kaouane |
| Savaş 6       | Rimbalzi | 7 Harrat  |

| Arbitri: | Mikhaylov CortesLangar (TUN) Langar |

|           |          |               |
| Harrat 27 | Punti    | 21 Kostoski   |
| Kaouane 7 | Assist   | 6 Kostoski    |
| Harrat 14 | Rimbalzi | 6 Karadžovski |

| Arbitri: | Tsekov Martolini Licina |

|              |          |              |
| el-Gammal 19 | Punti    | 19 Savaş     |
| el-Gammal 4  | Assist   | 9 Ermiş      |
| Marei 5      | Rimbalzi | 8 Türkyılmaz |

| Arbitri: | Licina Ciulin Cortes |

|            |          |                   |
| Ibrahim 14 | Punti    | 14 Gaham, Cheriet |
| Badr 7     | Assist   | 11 Kaouane        |
| Marei 12   | Rimbalzi | 9 Cheriet         |

| Arbitri: | Martolini Mikhaylov Tsekov |

|                 |          |                        |
| Savaş, Çetin 15 | Punti    | 13 Sokolov             |
| Ermiş 7         | Assist   | 3 Avramovski, Kostoski |
| Kılıçlı 11      | Rimbalzi | 5 Shterjov             |

### Gruppo B
| Squadra | P.ti | V - P | PF - PS   | DP  |
| ------- | ---- | ----- | --------- | --- |
| Serbia  | 4    | 2 - 0 | 157 - 137 | +20 |
| Tunisia | 3    | 1 - 1 | 141 - 123 | +18 |
| Italia  | 2    | 0 - 2 | 107 - 145 | -38 |

#### Risultati
| Arbitri: | Cortes Abd El-Moneim Denkovski |

|                |          |                        |
| Kalinić 15     | Punti    | 20 Moraschini          |
| Jović 5        | Assist   | 2 Cournooh, De Nicolao |
| Dimić, Jović 7 | Rimbalzi | 4 Mazzola, Vitali      |

| Arbitri: | Yilmaz Kaddour Ciulin |

|              |          |                        |
| Vitali 10    | Punti    | 10 el-Mabrouk, Ghayaza |
| Moraschini 2 | Assist   | 3 Ben Romdhane         |
| Cervi 9      | Rimbalzi | 11 Ben Romdhane        |

| Arbitri: | Denkovski Yilmaz Abd El-Moneim |

|                         |          |                    |
| Ben Romdhane 15         | Punti    | 14 Dimić           |
| Ben Romdhane, Kechrid 2 | Assist   | 3 Živanović, Jović |
| Ben Romdhane 12         | Rimbalzi | 7 Dimić            |

## Fase a eliminazione diretta

### Tabellone
|  | Semifinali | Semifinali | Semifinali |         |        | Finale      | Finale      | Finale      |  |
|  |            |            |            |         |        |             |             |             |  |
|  | Macedonia  | Macedonia  | 49         |         |        |             |             |             |  |
|  | Macedonia  | Macedonia  | 49         |         |        |             |             |             |  |
|  | Serbia     | Serbia     | 94         |         |        |             |             |             |  |
|  | Serbia     | Serbia     | 94         |         | Serbia | Serbia      | 62          |             |  |
|  |            |            |            |         | Serbia | Serbia      | 62          |             |  |
|  |            |            | Turchia    | Turchia | 79     |             |             |             |  |
|  | Turchia    | Turchia    | Turchia    | Turchia | 79     | 77          |             |             |  |
|  | Turchia    | Turchia    |            |         |        | 77          |             |             |  |
|  | Tunisia    | Tunisia    | 69         |         |        | Terzo posto | Terzo posto | Terzo posto |  |
|  | Tunisia    | Tunisia    | 69         |         |        |             |             |             |  |
|  |            |            |            |         |        |             |             |             |  |
|  |            |            |            |         |        | Macedonia   | Macedonia   | 58          |  |
|  |            |            |            |         |        | Macedonia   | Macedonia   | 58          |  |
|  |            |            |            |         |        | Tunisia     | Tunisia     | 63          |  |

### Finale 5º posto
| Arbitri: | Yilmaz Denkovski Langar |

|                    |          |           |
| Kamal, el-Gammal 6 | Punti    | 18 Vitali |
| el-Gammal 3        | Assist   | 4 Zerini  |
| el-Kerdany 7       | Rimbalzi | 13 Cervi  |

### Semifinali
| Arbitri: | Tsekov Cortes Kaddour |

|                         |          |            |
| Simonovski, Kostoski 11 | Punti    | 19 Balaban |
| Kostoski, Karadjovski 2 | Assist   | 4 Jović    |
| Trajkovski 5            | Rimbalzi | 14 Balaban |

| Arbitri: | Ciulin Mikhaylov Martolini |

|              |          |          |
| Savaş 25     | Punti    | 24 Mejri |
| Ermiş 6      | Assist   | 5 Mouhli |
| Türkyılmaz 7 | Rimbalzi | 12 Mejri |

### Finali
- 3º-4º posto

| Arbitri: | Ciulin Licina Yilmaz |

|               |          |                 |
| Trajkovski 16 | Punti    | 17 Mejri        |
| Karadjovski 5 | Assist   | 3 Mejri         |
| Brchov 10     | Rimbalzi | 16 Ben Romdhane |

- 1º-2º posto

| Arbitri: | Cortes Tsekov Denkovski |

|                    |          |              |
| Kalinić 16         | Punti    | 14 Nalga     |
| Dimić, Živanović 3 | Assist   | 6 Ermiş      |
| Balaban 5          | Rimbalzi | 9 Türkyılmaz |

## Classifica finale
| - | Paese     | Formazione |
| - | --------- | --- |
|   | Turchia   | Turchia4 Balbay, 5 Mutaf, 6 Ermiş, 7 Hersek, 8 Batuk, 9 Türkyılmaz, 10 Nalga, 11 Savaş, 12 Bayav, 13 Mahmutoğlu, 14 Kılıçlı, 15 Çetin, All. Bogdan Tanjević                                 |
|   | Serbia    | Serbia4 Čović, 5 Arnautović, 6 Dimić, 7 Malešević, 8 Drenovac, 9 Jović, 10 Živanović, 11 Kalinić, 12 Balaban, 13 Majstorović, 14 Marković, 15 Nastić, All. Oliver Popović                   |
|   | Tunisia   | Tunisia4 Slimane, 5 Abada, 6 Knioua, 7 el-Mabrouk, 8 Kechrid, 9 Chennoufi, 10 Mouhli, 11 Ghyaza, 12 Ben Romdhane, 13 Rzig, 14 Gaddour, 15 Mejri, All. Adel Tlatli                           |
| 4 | Macedonia | Macedonia4 Nikolov, 5 Kostoski, 6 Sokolov, 7 Brčkov, 8 Karadžovski, 9 Markovski, 10 Simonovski, 11 Gjuroski, 12 Trajkovski, 13 Šterjov, 14 Krstevski, 15 Avramovski, All. Marjan Srbinovski |
| 5 | Italia    | Italia sperimentale4 Gentile, 5 Amici, 7 De Nicolao, 8 Natali, 9 Moraschini, 10 Cournooh, 11 Zerini, 12 Cervi, 13 Vitali, 14 Mazzola, 15 Magro, All. Luca Dalmonte                          |
| 6 | Egitto    | Egitto4 Hesham Said, 5 Aboukhadra, 6 Kamal, 7 Badr, 8 Marei, 9 el-Gammal, 10 Shousha, 11 Genedy, 12 el-Sabagh, 13 Korshid, 14 el-Kerdany, 15 Ibrahim, All. Amr Aboul Kheir                  |
| 7 | Algeria   | Algeria4 Benzegala, 5 Harrat, 6 Kaouane, 7 Oukid, 8 Benabdelhak, 9 Zerouali, 10 Saidi, 11 Hamdini, 12 Dekkiche, 13 Gaham, 14 Cheriet, 15 Touati, All. Faïd Bilal                            |